# Affaire Hilsner
L'Affaire Hilsner, aussi connue sous le nom de l'Affaire de Polná, est une accusation de meurtre rituel contre un Juif, dénommé Leopold Hilsner, en Bohême en 1899 et 1900. Cette affaire eu à l'époque un grand retentissement et conduisit à une vague d'agitations antisémites.

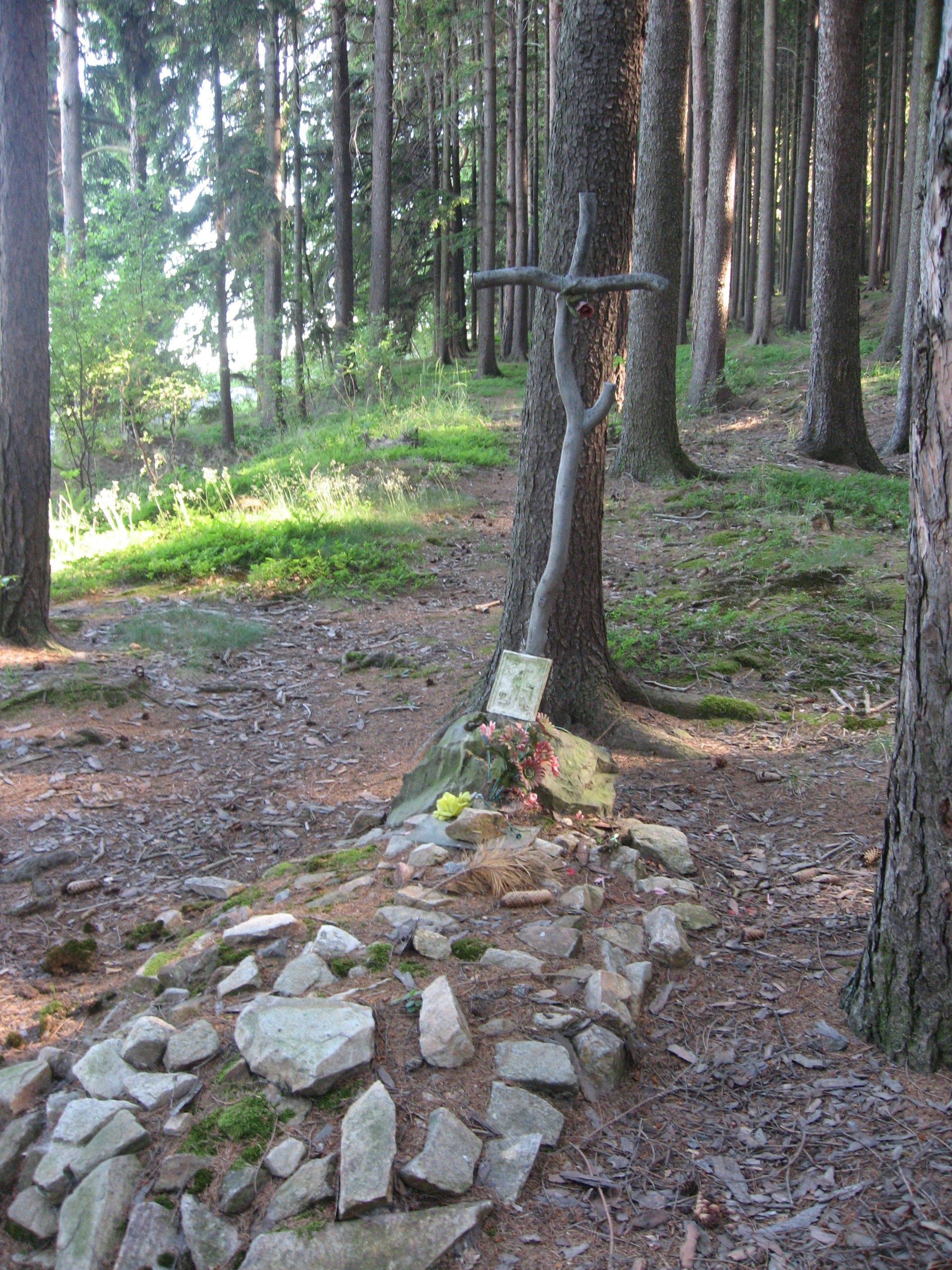
Tombe symbolique de Anežka Hrůzová (près de Polná).

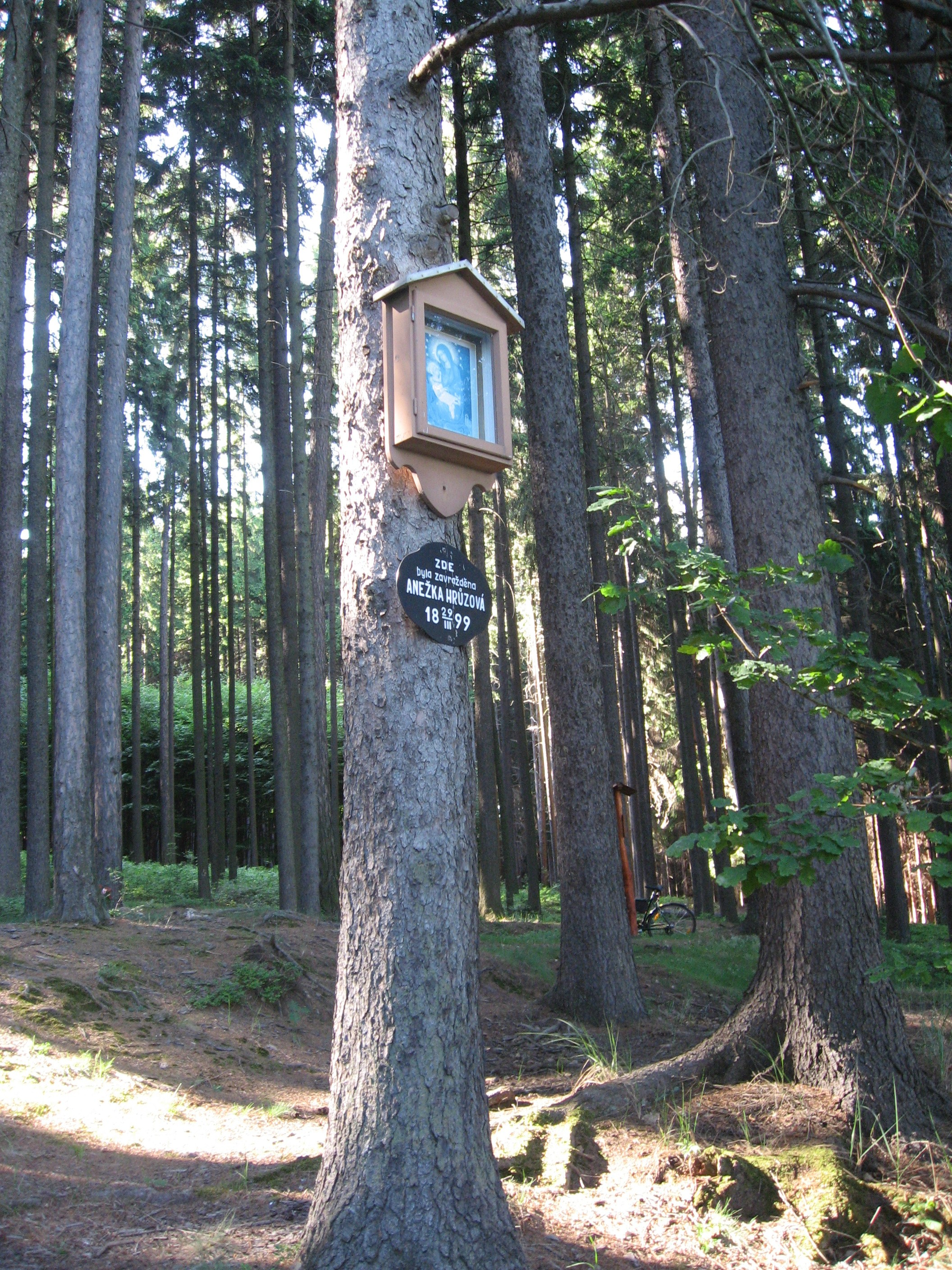
L'endroit où a été découvert le corps de Anežka Hrůzová.

## Le meurtre
Anežka Hrůzová, une jeune catholique tchèque de 19 ans, vivant à Klein Wiesnitz (Malá Věžnice en tchèque, maintenant Věžnička), un village situé à trois kilomètres de Polná, et se rendant tous les jours dans cette ville pour y travailler comme couturière, quitte son poste de travail le 29 mars 1899 dans l'après-midi, et ne sera jamais revue vivante.
Trois jours plus tard, le 1er avril, son corps est retrouvé dans une forêt, la gorge tranchée et ses vêtements déchirés. Non loin, on trouve une mare de sang, quelques cailloux maculés de sang, une partie de ses vêtements et une corde avec laquelle elle a été soit étranglée, soit tirée après son assassinat jusqu'à l'endroit où le corps a été découvert.

## L'accusation de Leopold Hilsner
Les soupçons de la police se portent tout d'abord sur quatre vagabonds qui ont été aperçus dans le voisinage de la forêt l'après-midi du jour où le meurtre est supposé avoir été commis. Parmi eux se trouve Leopold Hilsner, un Juif de 23 ans, simple d'esprit et qui a été vagabond toute sa vie. Les soupçons se focalisent sur lui, car il a été vu souvent se promener dans la forêt près du lieu où le corps a été retrouvé. Une perquisition chez lui ne montre rien de suspect. Il affirme avoir quitté le bois l'après-midi du crime longtemps avant l'heure supposée du crime, mais il ne peut fournir aucun alibi vérifiable.
Hilsner est donc arrêté et jugé à Kuttenberg du 12 au 16 septembre. Il nie toute connaissance du crime. Le seul objet qui peut être utilisé comme preuve contre lui est un pantalon sur lequel quelques taches ont été trouvées, et qui selon le témoignage d'experts chimistes pourraient être des taches de sang que l'on aurait essayé de faire disparaître en lavant le pantalon.
Un témoin à charge, Peter Peschak, déclare avoir vu Hilsner, à une distance d'environ 600 mètres, accompagné de deux Juifs inconnus, le jour du meurtre, à l'endroit où le corps a été retrouvé. Un autre témoin affirme l'avoir vu sortir du bois l'après-midi du 29 mars et avoir remarqué qu'il était particulièrement agité.
Le procureur, ainsi que Karel Baxa, l'avocat de la famille Hrůza font de claires suggestions de « crime rituel ». Certaines dépositions prouvent que si Hilsner est peut-être impliqué dans le meurtre, il est en tous cas trop faible pour l'avoir commis tout seul. Malgré cela, il est condamné à mort, tandis que ses complices supposés restent inconnus et que rien n'est alors fait pour les rechercher.

## La «Confession»

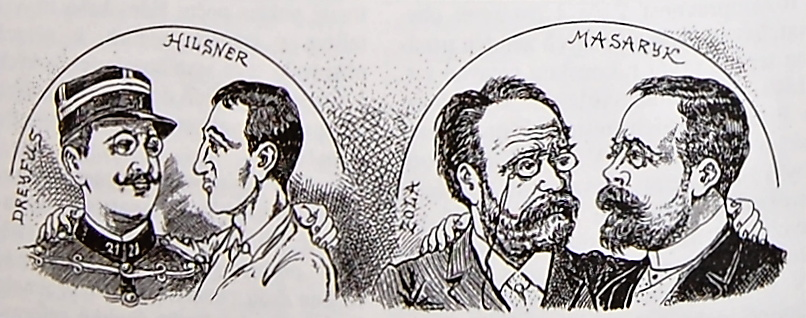
Caricature de l'affaire

Sur la base de points techniques, Tomáš Masaryk, professeur à l'Université Charles de Prague et futur président de la Tchécoslovaquie, interjette appel auprès de la cour suprême. Celle-ci ordonne qu'un nouveau procès se déroule à Písek afin d'éviter une intimidation du jury et que le procès puisse avoir lieu sans être influencé par l'agitation politique.
Le 20 septembre, quelques jours après le premier procès, Hilsner est effrayé par ses codétenus qui, lui montrant quelques charpentiers travaillant dans la cour de la prison, lui disent que ceux-ci sont en train de construire son gibet. Ils le persuadent de donner les noms de ses complices en lui promettant qu'ainsi sa peine serait commuée. Hilsner implique alors Joshua Erbmann et Solomon Wassermann comme ceux qui l'ont aidé. Amené devant le juge le 29 septembre, il déclare que tout ceci est faux. Le 7 octobre cependant, il réitère ses accusations, mais de nouveau le 20 novembre, il se rétracte. Heureusement pour ceux qu'il accuse, ils sont capables de fournir des alibis vérifiables, l'un se trouvant même en prison le jour du meurtre, et l'autre dans un asile pour pauvres en Moravie, ils ne pouvaient matériellement pas être présents ce jour-là à Polná.

## L'agitation antisémite
Pendant ce temps, des agitateurs antisémites essayent de monter la population contre les Juifs et plus particulièrement contre Hilsner. En particulier, le journal Deutsches Volksblatt (de) de Vienne, envoie un reporter spécial effectuer des investigations. Le Vaterland, le principal organe de l'église, réitère les accusations de meurtre rituel.
Dans plusieurs régions, des manifestations parfois violentes ont lieu contre les Juifs, comme à Holleschau et à Nachod. Un grand meeting de protestation organisé le 7 octobre par la communauté juive de Vienne ainsi qu'un appel direct au premier ministre ne réussissent pas à calmer l'agitation.
La condamnation à quatre mois de prison le 11 décembre d'August Schreiber, un des éditeurs du Deutsches Volksblatt pour diffamation envers les Juifs ne fait au contraire qu'aggraver la tension. Des discours violents contre les Juifs sont prononcés le 12 décembre au Reichsrath et le Dr. Baxa, l'avocat de la famille Hruza, dans un discours devant la Diète de Bohême le 28 décembre accuse le gouvernement de partialité en faveur des Juifs.

## Le deuxième procès
Entre-temps, Hilsner est accusé d'un autre meurtre. Marie Klímová, une servante, avait disparu le 17 juillet 1898, et le corps d'une femme avait été retrouvé le 27 octobre dans la même forêt où l'on avait retrouvé le corps de Anežka Hrůzová. Le corps avait été identifié avec une grande probabilité comme étant celui de la jeune servante. Le corps étant en état de décomposition avancée, il avait même été impossible de connaître la cause de la mort et si un crime avait été commis.
Hilsner est jugé aussi pour ce second crime à Písek du 25 octobre au 14 novembre 1900. Les témoins lors de ce procès sont plus explicites dans leurs dépositions. Ceux qui lors du premier procès avaient affirmé avoir vu Hilsner en possession d'un couteau, affirment maintenant que le couteau était un couteau similaire à ceux utilisés pour les abattages rituels. Les Juifs étrangers que les témoins avaient vus en compagnie de Hilsner sont cette fois-ci décrits avec une grande précision. Quand on fait remarquer aux témoins que leur témoignage diffère sensiblement de celui donné lors du premier procès, ils affirment qu'ils étaient intimidés par le juge ou que leur témoignage n'avait pas été correctement consigné.
Le 14 novembre, le verdict est prononcé et Hilsner est déclaré coupable du meurtre de Anežka Hrůzová ainsi que de celui de Marie Klímová. Il est condamné à la peine de mort mais la sentence est commuée le 11 juin 1901, par l'empereur, en prison à vie et de nombreuses demandes pour un nouveau procès sont refusées. Peu de temps avant la fin de la Première Guerre mondiale, le 24 mars 1918, Hilsner est gracié par l'empereur Charles Ier d'Autriche.
Il passera le restant de sa vie à Velké Meziříčí, Prague et Vienne où il meurt le 9 janvier 1928 à l'âge de 51 ans.
Il n'a jamais pu être établi si Hilsner était ou pas complice du meurtre de Anežka Hrůzová ou si la thèse développée par Masaryk, que la jeune Anežka Hrůzová n'a pas été tuée là où le corps a été découvert et qu'elle a plus que probablement été victime d'une querelle familiale était fondée. En 1943, le frère d'Anežka Hrůzová a d'ailleurs avoué sur son lit de mort le meurtre pour des raisons d'héritage.